# Хромозом 3 (човек)
Хромозом 3 је аутозомни хромозом у хуманом кариотипу је трећи по величини, изграђен од 214 милиона базних парова. Према положају центромере припада метацентричним хромозомима. Заједно са хромозомима 1 и 2 сврстан је у А групу хромозома.

## Мапирани гени и болести
На хромозому 3 мапирани су гени за следеће болести:
- алкаптонурија
- примарниглауком отвореног типа
- есенцијална хипертензија
- низак раст
- инсулин-независна шећерна болест
- липом
- лимфоми
- тешка гојазност
- карцином дебелог црева
- Von Hippel-Lindauov синдром
- Ксеродерма пигментозум
- Larsenov синдром
- Hailey-Haileyeva болест
- 3q21q26 синдром
- Fanconi-Bickelov синдром
- Bardet-Biedl синдром
- Muir-Torre синдром
- Turcot синдром
- Pseudo-Zellweger синдром
- Usherov синдром
- Murck-Jansen синдром
- хемолитичка анемија
- аутозомна глувоћа
- атрофија оптичког живца
- пријемчивост за псоријазу
- ноћно слепило
- карцином јајника и др.